# I valfiskens buk
"I valfiskens buk" (originaltitel: "Inside the Whale") är en essä i tre delar, skriven 1940 av George Orwell. Essän publicerades först i Orwells första essäsamling Inside the Whale and Other Essays, utgiven den 11 mars 1940 i London, Storbritannien. Titeln refererar till den bibliska berättelsen om när Jona blev slukad av en stor fisk och befinner sig inuti fisken i tre dagar.

## Innehåll
Essän kretsar i första hand kring Henry Millers självbiografiska roman Kräftans vändkrets (originaltitel: Tropic of Cancer). Orwell analyserar Millers bok och undersöker vad Miller menar med Paris "post-slump" (efter nedgången/efter depressionen). I essäns andra del diskuterar Orwell även olika manliga författare som var populära under 1920- och 1930-talen.

## Utgåvor av "Inside the Whale"
- 1940 – Inside the Whale and Other Essays
- 1953 – England Your England and Other Essays
- 1953 – Such, Such Were the Joys
- 1965 – Decline of the English Murder and Other Essays
- 1961 – Collected Essays
- 1968 – The Collected Essays, Journalism and Letters of George Orwell